# SKS

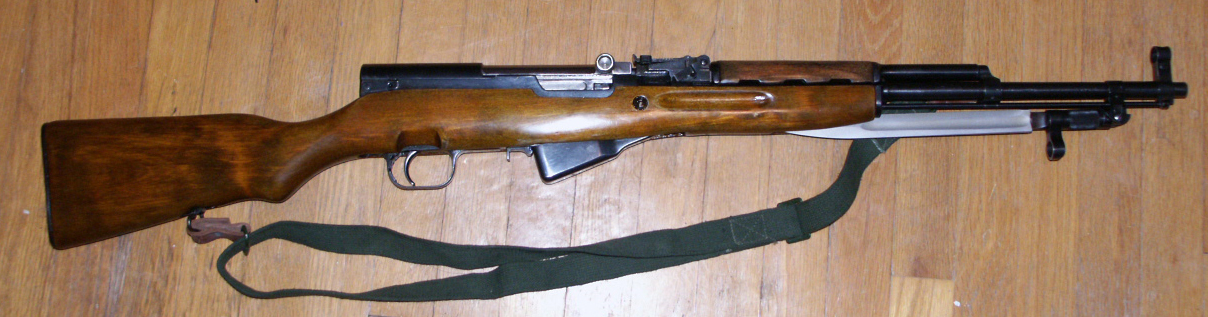
SKS

1945년형 시모노프 자동급탄 기총(러시아어: Самозарядный карабин системы Симонова, 1945; СКС-45, 영어: Samozaryadnyj Karabin sistemy Simonova, 1945 ; SKS-45)는 1945년 소련의 Sergei Gavrilovich Simonov에 의해 설계된 반자동 소총이다. 제2차 세계 대전 후 약 20~30년간 AK-47과 함께 소련군 표준 제식소총으로 널리 사용되었다. 소련군 AKM의 보급이 늘면서 점차 일선에서 사라지게 되었다.
7.62 x 39 mm탄을 사용하며, 쇼트 스트로크 가스피스톤 방식, 틸팅 볼트  방식으로 동작한다.

## 변형
중국에서는 중국 56식 소총으로, 조선민주주의인민공화국에서는 조선인민군 63식 보총으로 생산하였다.

## 관련뉴스
2016년 댈러스 경찰관 총격 사건에서 마이카 제이비어 존슨(25)은 SKS 반자동 소총으로 경찰 12명을 저격했다. 5명이 사망, 7명이 부상을 입었다. 존슨은 고등학교 졸업 직후인 2009년 3월 미국 육군 예비군에 입대해 2015년 4월까지 6년여 근무했다. 일등병이었으며 특기는 목공과 석공이었다. 아프가니스탄에 공병으로 파병되었다. 원정 훈장, 육군 성취 훈장, 군 예비역 훈장을 받았다. 당초 저격범이 4명인 줄 알았지만, 사설학원에서 이동사격(shoot and move) 전술을 배운 존슨의 단독범행이었다.

## 대중 문화
- 영화
  - 포화속으로에서 북한군이 사용함
- 게임
  - 배틀그라운드, 배틀그라운드 모바일, 배틀그라운드 뉴스테이트에서 7.62mm탄을 사용하는 반자동 어썰트 라이플 SKS로 등장한다.
  - 콜 오브 듀티: 모바일에서 저격탄환을 사용하는 지정사수소총 SKS으로 등장한다.

## 같이 보기
- 소련